# Црква Свете Наталије
Црква Свете мученице Наталије подигнута је у Београду 1880. године, под покровитељством краљице Наталије, а за потребе Више женске школе.

## Оснивање
У то доба, у Београду су постојале само две цркве – Саборна и Палилулска (Св. Марка) – и једна црква у Топчидеру. На питање министра просвете зашто ученице не иду у цркву, школска управа је одговорила да женска деца не иду у цркву јер немају где. Краљица Наталија, волећи ову школу, одлучује се да подигне једну цркву за њене потребе.
Црква је подигнута од лаке грађе, у школском дворишту, између саветске и главне зграде школе, да би ученице могле ићи на богослужење. Камен темељац симболично је поставио будући краљ Александар Обреновић, који је тада био дечак. Митрополит Михаило је подржао ову иницијативу и његовим заузимањем црква Светог Марка помогла је оснивање донацијом од 3600 динара, а краљица Наталија допунила је суму са 1200 динара, јер су трошкови око подизања процењени на 4800 динара. За унутрашње уређење цркве требало је пуно новца, што је краљица Наталија такође преузела на себе. Прва служба одржала се 15. октобра 1880. године. Црква је посвећена мученици Светој Наталији, чији се дан обележава 26. августа по јулијанском календару. Многи су грешком цркву називали Црква краљице Наталије, иако је она свакако много допринела њеном оснивању.

## Црква до Првог светског рата
Цркву су радо посећивале дворске госпође, посланици и други угледни људи тог времена, као и сама краљица Наталија. Одлучено је да службу врше учитељи веронауке у Вишој женској школи или у Учитељској школи. Ова црква је уједно била и место где су ученице могле да вежбају певање и певају у хору. У почетку је у цркви певао мали хор са састављен од чланова Београдског певачког друштва, а за певницом богослови из старе Богословије. Касније је настао квартет који су чиниле наставнице Катарина Миловук, Станка Глишић, Анка Анастасијевић и Драга Ђурић. Нешто касније уведени су и ученички хорови. Године 1891. Министарство просвете је донело одлуку да ученице редовно певају у хору и за хоровођу поставило Тошу Андрејевића. На крају је певао само хор Велике женске школе, што је ученицама постало и саставни део наставе. Нешто касније 1896. залагањем управнице школе Милеве Вуловић, донета је одлука да хоровођа може бити и наставница, која ће за то примати хонорар, а прва је била Љубица Начић. Љубица је била учитељица а на челу хора остаће до своје смрти 1903. године.
Црква није много привређивала и у почетку се издржавала од донација. Прота Никола Божић је уз помоћ митрополита и уз сагласност тадашње управнице школе Персиде Пинтеровић, установио један одбор, који ће се старати о материјалном стању цркве. Одбор састављају госпође, којих је обично било педесет, а међу члановима морало је бити бар две наставнице. Одбор прикупља прилоге за цркву у новцу и црквеним стварима и бира црквене туторе. За туторе су биране жене и то је био први пут да се у тадашњој Србији за такав положај бирају и жене. Неке од туторки су биле Јелисавета Миланковић, Милева Ризиница, Бранка Толмачева, Божана Сњећивина. Све оне успеле су да материјално подигну цркву. 
Свакога дана су ученици ишли у цркву по два пута – на јутрење и вечерње, а прве и последње недеље Великог поста по три пута. Ученици 3. и 4. разреда певали су сваког дана за певницама у Саборној цркви, а недељом и празничним данима у цркви Св. Наталије, а Женско друштво је овде својим добротворима давало помене.

## У периоду ратова
За време Првог светског рата цркву је погодила непријатељска граната, а онда су аустријски војници ушли у цркву са коњима. Цркву су срушили и ту направили терасу, а на месту где је некад био олтар, поставили су бисту Фрање Јосифа. Након ослобођења место је ограђено и ту посађено цвеће. Све најугледније жене тог времена школовале су се у овој школи и одрастале у овој цркви. Једна од њих Милица (Чолак-Антић) Крстић постала је архитекта и сачувала успомену на ову цркву, када се по њеном пројекту на месту некадашње Више школе гради Друга женска гимназија. У једном крилу ове зграде направљена је и мала капела, као успомена на цркву Свете Наталије. Пројектован намештај у капели је препознатљив по узорима преузетим из средњовековног наслеђа: певница, сто за икону, столица за патријарха, столица за олтар и наслон украшени су стилизованим цвећем и птицама преузетих са моравских споменика. Иконостас нове капеле осликао је Васа Поморишац, а велику фреску која се налазила изнад иконостаса Мило Милуновић.
Освећење школске капеле и зграде гимназије извршио је патријарх Варнава у присуству краљице Марије, професора, ученица и многих      других званичника 15. децембра 1935. године. Током Другог светског рата зграда гимназије служила је као немачка  а после рата за обуку везиста ЈНА. Једно време се у капели, после ослобођења, налазио и иконостас за заробљеничку капелу који је израдио архитекта и сликар Григорије Самојлов, али је иконостас брзо избачен и премештен у Цркву Светог Марка. Нове власти су фреску у капели Свете Наталије су прекрили слојем малтера и прекречили.

## Црква данас
Данас се у овој згради налази Електротехничка школа Никола Тесла, свечана сала се користи као фискултурна сала, а капела као просторија за ваннаставне активности. Сама зграда је проглашена за културно добро града Београда 1992. године.